# Liste des députés européens de Bulgarie de la 7e législature
La Bulgarie dispose de 17 sièges au parlement européen pour la législature 2009-2014.
| Nom                          | Liste                                                 | Groupe parlementaire européen |
| ---------------------------- | ----------------------------------------------------- | ----------------------------- |
| Slavi Binev                  | Union nationale Attaque                               | Non-inscrits                  |
| Preslav Borissov             | GERB                                                  | PPE                           |
| Filiz Hakaeva Hyusmenova     | Mouvement des droits et des libertés                  | ADLE                          |
| Stanimir Ilchev              | Mouvement national pour la stabilité et le progrès    | ADLE                          |
| Iliana Malinova Iotova       | Coalition pour la Bulgarie                            | S&D                           |
| Iliana Ivanova               | GERB                                                  | PPE                           |
| Roumiana Jeleva              | GERB                                                  | PPE                           |
| Ivajlo Kalfin                | Coalition pour la Bulgarie                            | S&D                           |
| Metin Kazak                  | Mouvement des droits et des libertés                  | ADLE                          |
| Evgeni Kirilov               | Coalition pour la Bulgarie                            | S&D                           |
| Andrey Kovatchev             | GERB                                                  | PPE                           |
| Marusya Lyubcheva            | Coalition pour la Bulgarie                            | S&D                           |
| Svetoslav Hristov Malinov    | Coalition bleue                                       | PPE                           |
| Nadezhda Nikolova Mikhaylova | Coalition bleue                                       | PPE                           |
| Mariya Gabriel               | GERB                                                  | PPE                           |
| Vladko Todorov Panayotov     | Mouvement des droits et des libertés                  | ADLE                          |
| Monika Panatova              | GERB                                                  | PPE                           |
| Antonia Parvanova            | Mouvement national pour la stabilité et le progrès    | ADLE                          |
| Dimitar Stojanov             | Union nationale Attaque puis Parti national-démocrate | Non-inscrits                  |
| Emil Stojanov                | GERB                                                  | PPE                           |
| Vladimir Uručev              | GERB                                                  | PPE                           |
| Kristian Viguenin            | Coalition pour la Bulgarie                            | S&D                           |